# Дьйордь Козманн
Дьйордь Козманн (угор. Kozmann György, 23 березня 1978) — угорський веслувальник, олімпійський медаліст.

## Виступи на Олімпіадах
| Олімпіада  | Дисципліна                | Місце |
| ---------- | ------------------------- | ----- |
| Афіни 2004 | каное-двійка, 500 метрів  | 7     |
| Афіни 2004 | каное-двійка, 1000 метрів | 3     |
| Пекін 2008 | каное-двійка, 1000 метрів | 3     |